# Scherocumella sheardi
Scherocumella sheardi är en kräftdjursart som först beskrevs av Hale 1945.  Scherocumella sheardi ingår i släktet Scherocumella och familjen Nannastacidae. Inga underarter finns listade i Catalogue of Life.